# Palacio Bernstorff
El palacio de Bernstorff (en danés: Bernstorff Slot) localizado en Gentofte, Copenhague en Dinamarca, fue construido a mediados del siglo XVII por el Ministro de Asuntos Exteriores, el conde Johann Hartwig Ernst von Bernstorff. Se mantuvo en poder de la familia Bernstorff hasta 1812. El rey Christian VIII de Dinamarca lo compró en 1842, y el rey Christian IX lo utilizó como residencia de verano por  muchos años, hasta su muerte en 1906. Desde entonces y hasta hace poco, fue utilizado por la Agencia Danesa de Gestión de Emergencias como academia de suboficiales, pero actualmente se usa como hotel y centro de conferencias.

## Arquitectura
El palacio fue diseñado por el arquitecto francés Nicolas-Henri Jardin, que había llegado a Dinamarca para completar la Iglesia de Federico en Copenhague, después de la muerte de Nicolai Eigtved en 1754. Es uno de los primeros ejemplos de la arquitectura neoclásica en Dinamarca. El edificio de dos pisos de elaborada decoración fue terminado en mayo de 1765, a un costo considerable. En ese tiempo tenía cuatro pequeñas buhardillas decorativas, áticos con jarrones decorativos y una amplia terraza en la cresta del propio techo. Por el lado del jardín, hay una proyección cubierta por una cúpula la que aumentaba la altura total del edificio. Muchas de las habitaciones del palacio eran de tamaño modesto y estaban destinadas principalmente para uso doméstico y no para ser exhibidas. La mayoría están decoradas con suelos de parquet, grandes espejos y techos decorados. Las cuatro habitaciones ubicadas en el lado sur tienen dinteles decorados por Johan Edvard Mandelberg.
Bernstorff abandonó Dinamarca en 1770, después de ser despedido por el regente, Johann Friedrich Struensee. La finca quedó en manos de su familia hasta 1812, pero luego fue vendida en varias ocasiones. Estaba a punto de ser demolida en 1842, cuando Christian VIII la compró y le encargó una renovación integral al arquitecto Jorgen Hansen Koch. Se añadió un mezzanine y se cambió el diseño de las habitaciones de la primera planta. En tres de las habitaciones más grandes se colocaron chimeneas de mármol de Noruega. En un cartel localizado sobre la entrada se lee: «Honesto inter Labores otio sacrum» o «Reservado para el descanso honesto durante los períodos de trabajo».

## Historia reciente
En 1854, el palacio de Bernstorff fue puesto a disposición del príncipe heredero Christian, que lo adoptó como su residencia de verano preferida. De hecho, se convirtió en un refugio popular para la pareja real y su familia durante el largo reinado del Christian. Entre los visitantes reales se encontraban, el zar Alejandro III de Rusia y el rey Eduardo VII del Reino Unido. En 1888, después de la Exposición de los países nórdicos, la reina Luisa compró el pabellón sueco de madera y lo habilitó como habitaciones de huéspedes. 
A la muerte de Christian IX en 1906, el príncipe Valdemar de Dinamarca heredó el palacio y siguió utilizándolo como residencia de verano hasta su muerte en 1939. Desde entonces y hasta hace muy poco, fue utilizado por la Agencia Danesa de Manejo de Emergencias como una academia de suboficiales. El 1 de mayo de 2009, tras un acuerdo con Gitte Jensen y Nielsen Kirsten, el palacio de Bernstorff abrió sus puertas como hotel y centro de conferencias.

## Los jardines de palacio
Los extensos jardines del palacio se trazaron en un estilo de paisaje romántico, que había sido introducido en Dinamarca en la década de 1760. Además de los prados y bosques, incluyen un jardín de rosas, un huerto y una casa de té. Se cree que Jardin, el arquitecto que diseñó el palacio, fue también responsable del diseño de los jardines. 
Los Bernstorff, que tomaron gran interés en los jardines, plantaron árboles de albaricoques, melocotones, uvas, manzanas y peras, además plantaron cerezas y ciruelas en su huerta, junto con variedades poco comunes de pepinos, alcachofas, lechugas y melones de Francia y los Países Bajos. Adquirieron una gran cantidad de árboles raros y arbustos de jardín como castaños, acacias, acebos, tulipanes, plátanos, nísperos, azaleas, agracejo, membrillos y lilas, muchos de ellos completamente nuevos en Dinamarca en esa época.
La mayoría de estas variedades exóticas se había marchitado para el tiempo en que Christian IX empezó a utilizar la finca en 1854. Este encargó a Rudolph Rothe, inspector de jardines reales, sustituirlos con robles y hayas daneses, los que aún pueden verse hoy en día. La hermosa villa sueca que se encuentra en los jardines fue construida en 1888. Dirigida por la Fundación de la Villa Sueca, se utiliza para exposiciones de arte, conciertos y como cafetería.

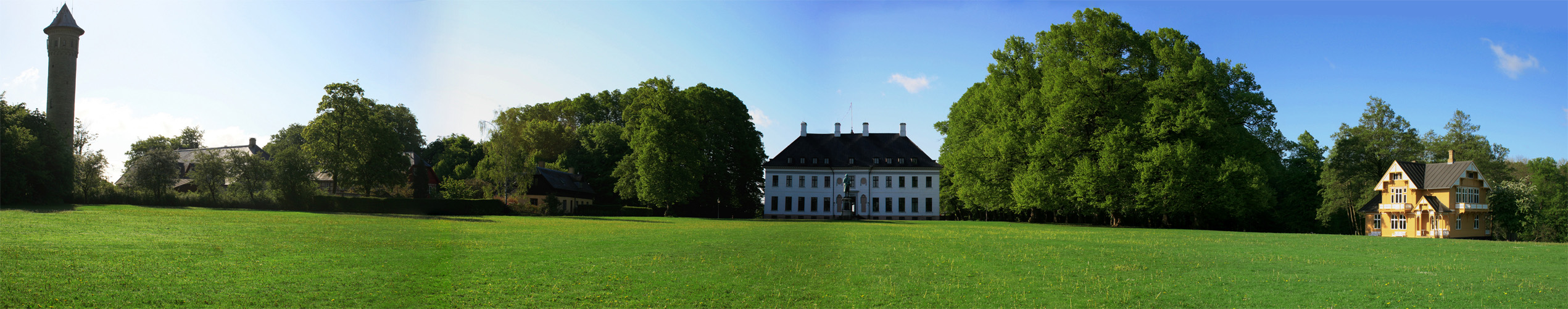
Los jardines del palacio Bernstorff.